# Bob Dishy
Robert „Bob“ Dishy (* 12. Januar 1934 in Brooklyn, New York City) ist ein US-amerikanischer Schauspieler.

## Leben
Dishy begann seine Karriere am Theater und hatte 1956 sein Broadway-Debüt als Rocky im Musical Damn Yankees von Richard Adler und Jerry Ross. Dem Theater blieb er im Laufe seiner Karriere verbunden; neben zahlreichen Broadwayauftritten stand er auch in Off-Broadway-Produktionen auf der Bühne. Von zweien seiner Musicalauftritte am Broadway entstanden Livealben, die 1965 respektive 1967 auf Schallplatte veröffentlicht wurden.
Sein Fernsehdebüt feierte Dishy 1967 in der Emmy-nominierten TV-Adaption von Damn Yankees an der Seite von Phil Silvers und Lee Remick. Im selben Jahr erhielt er seine erste Spielfilmrolle; in der Filmkomödie Der Tiger schlägt zurück von Regisseur Arthur Hiller spielte er neben Eli Wallach und Anne Jackson eine der Hauptrollen. Weitere große Filmrollen stellte Dishy in Liebhaber und andere Fremde und Die Herbstzeitlosen dar, beides Filmadaptionen von Theaterstücken. 1995 sah man ihn an der Seite von Marlon Brando, Johnny Depp und Faye Dunaway in Don Juan DeMarco. Dishy war daneben in zahlreichen kleinen Rollen in Komödien wie Die haarsträubende Reise in einem verrückten Bus, Stay Tuned und … und dann kam Polly (hier als Vater von Ben Stillers Hauptfigur) zu sehen. Gelegentlich trat Dishy auch in Fernsehserien auf. In der Krimireihe Columbo spielte er zweimal einen Polizeibeamten, ebenso in der Pilotfolge des Ablegers Mrs. Columbo. Eine wiederkehrende Gastrolle stellte er zwischen 1994 und 2002 als Lawrence Weaver in der Krimiserie Law & Order dar.
In der deutschen Synchronisation hat Dishy keinen durchgängigen Sprecher. Er wurde über die Jahre unter anderem von Reinhard Glemnitz, Oliver Stritzel, Jochen Schröder und Hasso Zorn synchronisiert.
Für seine Darstellung des Abner Truckle in der Broadwayproduktion Sly Fox war er 1977 für den Tony Award nominiert. Für dieselbe Rolle wurde er im gleichen Jahr mit dem Drama Desk Award ausgezeichnet. Im Jahr 2000 folgte eine Nominierung als bester Schauspieler durch den Outer Critics Circle für sein Wirken in einer Produktion von Arthur Millers The Price.

## Filmografie (Auswahl)

### Film
- 1967: Der Tiger schlägt zurück (The Tiger Makes Out)
- 1970: Liebhaber und andere Fremde (Lovers and Other Strangers)
- 1976: Die haarsträubende Reise in einem verrückten Bus (The Big Bus)
- 1980: Einmal Scheidung, bitte! (The Last Married Couple in America)
- 1980: Ene Mene Mu und Präsident bist du (First Family)
- 1982: Daddy! Daddy! Fünf Nervensägen und ein Vater (Author! Author!)
- 1986: Brighton Beach Memoirs
- 1987: Critical Condition
- 1992: Stay Tuned
- 1992: Die Herbstzeitlosen (Used People)
- 1993: Mein Freund, der Zombie (My Boyfriend′s Back)
- 1994: Don Juan DeMarco
- 1997: Aus dem Dschungel, in den Dschungel (Jungle 2 Jungle)
- 1998: A Fish in the Bathtub
- 1999: Judy Berlin
- 2004: … und dann kam Polly (Along Came Polly)
- 2008: The Wackness – Verrückt sein ist relativ (The Wackness)
- 2014: The Angriest Man in Brooklyn

### Fernsehen
- 1967: Damn Yankees (Fernsehfilm)
- 1971: The Mary Tyler Moore Show (Folge The Second Story Story)
- 1972/1976: Columbo (Folgen Blumen des Bösen und Wenn der Schein trügt)
- 1979: Mrs. Columbo (Folge Word Games)
- 1988: Golden Girls (The Golden Girls, Folge Mister Terrific)
- 1990: Ein gesegnetes Team (Father Dowling Mysteries, Folge The Passionate Painter Mystery)
- 1994: Liebe kennt kein warum (Thicker Than Blood: The Larry McLinden Story, Fernsehfilm)
- 1994–2002: Law & Order (7 Folgen)
- 1994: Matlock (Folge The P.I.)
- 1998: Frasier (Folge The Maris Counselor)
- 2008: Law & Order: Special Victims Unit (Folge Unorthodox)
- 2012: Blue Bloods – Crime Scene New York (Blue Bloods, Folge Working Girls)
- 2014: Mozart in the Jungle (Pilotfolge)
- 2025: Étoile (Folge The Fish)

## Broadway (Auswahl)
- 1956: Damn Yankees
- 1960: From A to Z
- 1967: The Unknown Soldier and His Wife
- 1968: The Goodbye People
- 1972: The Creation of the World and Other Business
- 1974: An American Millionaire
- 1979: Murder at the Howard Johnson’s
- 1989: Cafe Crown
- 1999: The Price
- 2004: Sly Fox

## Auszeichnungen
- 1977: Tony-Award-Nominierung für Sly Fox
- 1977: Drama Desk Award für Sly Fox
- 2000: Outer-Critics-Circle-Nominierung für The Price